# Польська поліція у Генерал-губернаторстві

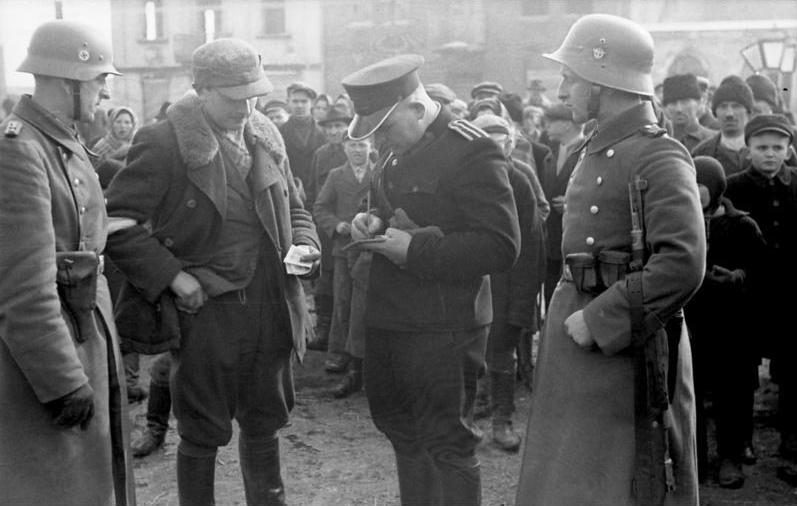

Польська поліція у Генеральній губернії, нім. Polnische Polizei im Generalgouvernement) — назва колабораційних підрозділів польської поліції на окупованій німцями території Другої Речі Посполитої, які входили до складу Генеральної губернії. Офіційною назвою організації було «Польська поліція у Генеральній губернії». Неофіційна назва «Синя поліція» або «Гранатова поліція» (пол. Granatowa policja). Походить від кольору форми.
Цей вид поліції був комунальним, тобто фінансованим польським самоврядуванням (старі самоврядні структури під контролем німців). Підпорядковувалася місцевому коменданту німецької поліції порядку (Ordnungspolizei). Найвищим щаблем структури Польської поліції була посада міського чи повітового коменданта.

## Утворення та функціювання
Формально утворена 17 грудня 1939 року на підставі розпорядження генерального губернатора Ганса Франка, на теренах Генеральної губернії. Під загрозою смертної кари до служби набирали довоєнних працівників поліції.
Польська поліція відповідала за безпеку та публічний порядок. Як вказав Гейнріх Гімлер 5 травня 1940 року «виконання загальної поліційної служби у Генеральній губернії є завданням польської поліції. Німецька поліція втручається лише тоді, коли цього вимагає німецький інтерес, а також наглядає за польською поліцією». Польська поліція не могло втручатися у справи, де фігурували німці, в тому числі цивільні. Як виняток були лише вбивства. Також окупаційна влада допускала втручання у випадку крайньої необхідності та зайнятості польської поліції
Гранатова поліція повністю підпорядковувалася німецькій, а тому не мала центрального керівництва. Структура цієї поліція не виходила за межі повіту.
Історик Ярослав Дашкевич вказував, що 1943 на Волині, де мешкала більшість українського населення, 1943 року також з'явилась польська «гранатова» поліція.

## Особовий склад

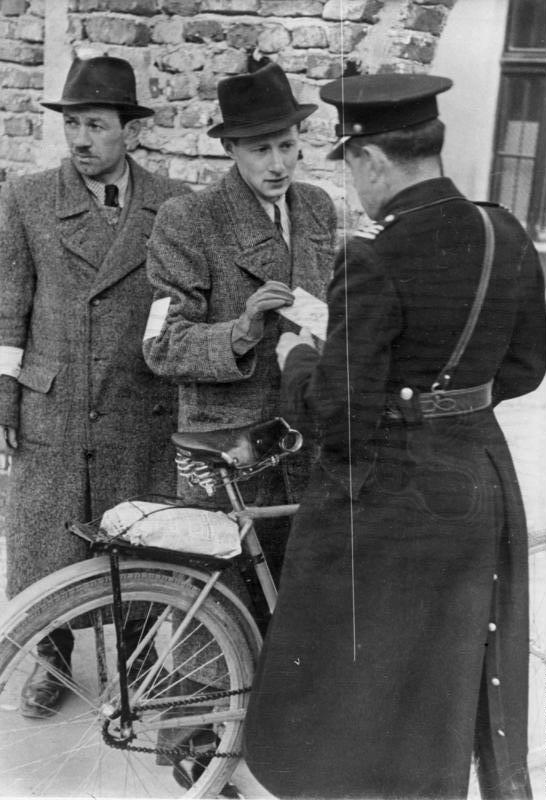
Польський поліціянт перевіряє документи у Краківському гетто, 1943

Згідно з німецьким планом повинно було бути 12,000 офіцерів поліції, але фактично кількість була нижчою.
Деякі джерела вказують на чисельність 14,300. «Енциклопедія голокосту» вказує про 8,700 членів польської поліції у лютому 1940, а 1943 року вже 16,000 членів. В основному в цій поліції були поляки та полонізовані українці зі Східної Галичини. Спочатку було і 200 українців, але вони перейшли в Українську допоміжну поліцію.
Мундир залишився довоєнний з незначними змінами. На зламі 1939—1940 було усунено з шапок герб Польщі, проте він залишався на ґудзиках ще до 1943 року. Тоді їх замінили на ґудзики німецької жандармерії.
Кількість:
- Польської поліції (постерункових та офіцерів):
  - січень 1940 — 8630/175
  - грудень 1940 — 10 289/201
  - квітень 1942 — 11 291/209
  - січень 1943 — разом приблизно 12 000
  - травень 1944 — разом приблизно 12 500

- Кримінальної поліції (разом з чиновниками):
  - березень 1940—1173
  - липень 1940—1302
  - грудень 1942—1790
  - травень 1944—2800

## Подібні формації
Для допомоги німецькій поліції та армії були створені так звані допоміжні підрозділи поліції, котрі формувалися з місцевого населення та військовополонених. На території Райхскомісаріату Україна до них переважно входили українці. Проте навесні 1943 року багато підрозділів дезертирували і приєдналися до Української Повстанської Армії. Німцям довелося комплектувати деякі підрозділи заново, залучаючи поляків. Зокрема так було з 102 батальйоном у Кременці, 103 в Мацейові, 104 в Кобрині та батальйоні у Сарнах, тобто на території Волині. Повністю польським був 202-й батальйон шуцманшафту, котрий діяв на території як Генеральної губернії, так і Волині.
Ці польські угрупування разом із польськими батальйонами «гранатової поліції» на Волині (в яких у 1943-44 налічувалося близько 1500—2000 поляків) брали участь у каральних операціях проти мирного українського населення та акціях проти УПА.